# Béni Mellal-Khénifra
Béni Mellal-Khénifra (arabisk: بني ملال - خنيفرة , Bani Mallal Khnifṛa ; berbisk: ⴰⵢⵜ ⵎⵍⵍⴰⵍ - ⵅⵏⵉⴼⵕⴰ , Ayt Mllal Khnifṛa) er en af Marokkos tolv regioner. Den dækker et område på 28.374 km2 og havde en befolkning på 2.520.776 i den marokkanske folketælling i 2014 . Regionens hovedstad er Beni Mellal.

## Geografi
Béni Mellal-Khénifra er beliggende i det indre af landet. Den grænser op til Rabat-Salé-Kénitra mod nord, Fès-Meknès mod nordøst, Drâa-Tafilalet mod sydøst, Marrakesh-Safi i sydvest og Casablanca-Settat i nordøst. I den vestlige og centrale del af regionen bliver den frodige Tadla-slette vandet fra floden Oum Er-Rbia. Sletten er omkranset af bjergkæden Høje Atlas, der går gennem de sydlige og østlige dele af regionen og forbjergene til Mellematlas mod nord.

## Historie
Béni Mellal-Khénifra blev dannet i september 2015 ved at lægge Khouribga-provinsen, fra Chaouia-Ouardigha-regionen og Khénifra-provinsen fra Meknès-Tafilalet-regionen sammen med de tre provinser, der tidligere udgjorde regionen Tadla-Azilal.

## Regering
Ibrahim Moujahid, medlem af partiet Autentisitet og modernitet, blev valgt som regionrådets første præsident den 14. september 2015. Mohamed Derdouri blev udnævnt til guvernør (wali) i regionen den 13. oktober 2015.

### Inddeling
Béni Mellal-Khénifra omfatter fem provinser:
- Azilal (provins)
- Béni-Mellal (provins)
- Fquih Ben Salah (provins)
- Khénifra (provins)
- Khouribga (provins)

## Økonomi
Landbrug er fundamentet i regionens økonomi. Større afgrøder inkluderer korn, jordfrugter, oliven, citrusfrugter og granatæbler; produktionen af mælk og kød er også betydelig. Ouled Abdoun-bassinet nær Khouribga rummer 44% af Marokkos fosfatreserver.

## Infrastruktur
Ekspres-motorvejen Berrechid – Beni Mellal forbinder regionen med resten af det nationale motorvejsnetværk og passerer gennem byerne Beni Mellal, Oued Zem og Khouribga, på vej mod nordvest til Berrechid lige syd for Casablanca . Nationalrute 8 er en anden vigtig motorvej, der forbinder Beni Mellal og Khenifra med Marrakesh i sydøst og Fez i nordvest. Beni Mellal Lufthavn betjenes af Royal Air Maroc, og der er en jernbanelinje med passagertrafik, der kører mellem Oued Zem, Khouribga og Casablanca.